# イーデン・パーク
イーデン・パーク（英: Eden Park）は、ニュージーランド・オークランドにある同国最大のスタジアム。

## 概要
1900年に設立され、1910年よりオークランド・クリケットの本拠地であり、1925年よりオークランドラグビー協会の本拠地である。スーパーラグビー・ブルースの本拠地として使用されている。オールブラックスの国際試合も行なわれる。冬季のラグビーや夏季のクリケットのほか、サッカーや陸上競技の競技場としても利用される。
改修前の座席数はクリケット競技時は42000席、ラグビー競技時は45472席。
2010年より50,000人収容。クリケット開催時はメイン及びバックスタンドの可動席を取り外し、フィールドを広くして使用する。2011年のラグビーワールドカップ開催を機に、ゴール裏上段に仮設スタンドを設置し、60,000人の収容が可能となった。
1950年の大英帝国競技大会をはじめ、1987年のラグビーワールドカップや1992年のクリケット・ワールドカップ、2015年のクリケット・ワールドカップなどが開催された。
2023 FIFA女子ワールドカップの開幕戦であるニュージーランド 対 ノルウェー戦が当スタジアムで開催された。。
2024年8月17日、ザ・ラグビーチャンピオンシップ2024のニュージーランド対アルゼンチンの対戦において、ホーム側ニュージーランドは、イーデン・パークにおけるテストマッチ50戦無敗記録を達成した。ニュージーランドがイーデン・パークで最後に敗北したのは、30年前、1994年7月の対フランス戦。
2024年9月29日、スタジアムのフィールド内で6,531人によるハカ（カ・マテ）を1分間演じ、2014年9月にフランスのブリーブ=ラ=ガイヤルドで演じられた4,028人を上回り、ギネス世界記録を更新した。